# Chappes, Ardennes
Chappes är en kommun i departementet Ardennes i regionen Grand Est (tidigare regionen Champagne-Ardenne) i nordöstra Frankrike. Kommunen ligger  i kantonen Chaumont-Porcien som ligger i arrondissementet Rethel. År 2022 hade Chappes 82 invånare.

## Befolkningsutveckling
Antalet invånare i kommunen Chappes
Referens: INSEE